# 陳峻
陳峻（1431年—？），字秀民，直隸丹徒縣人，明朝政治人物。進士出身。

## 生平
順天府鄉試第七十名。天順四年（1460年）庚辰科會試第五十四名，殿試登進士第二甲第二十四名。

## 家族
曾祖陳文璧。祖父陳思賢。父亲陳遂初，曾任錦衣衛百戶。